# Jablanići
Jablanići (en serbe cyrillique : Јабланићи) est un village de Bosnie-Herzégovine. Il est situé dans la municipalité de Kalinovik et dans la république serbe de Bosnie. Selon les premiers résultats du recensement bosnien de 2013, il ne compte plus aucun habitant.

## Démographie

### Évolution historique de la population dans la localité
| 1948 | 1953 | 1961 | 1971 | 1981 | 1991 | 2013 |
| ---- | ---- | ---- | ---- | ---- | ---- | ---- |
| -    | -    | 25   | 27   | 25   | 13,  | 0    |

|  |

### Répartition de la population par nationalités (1991)
En 1991, les 13 habitants du village étaient tous Musulmans (Bosniaques).